# Daf (instrument)
Pour les articles homonymes, voir Daf.

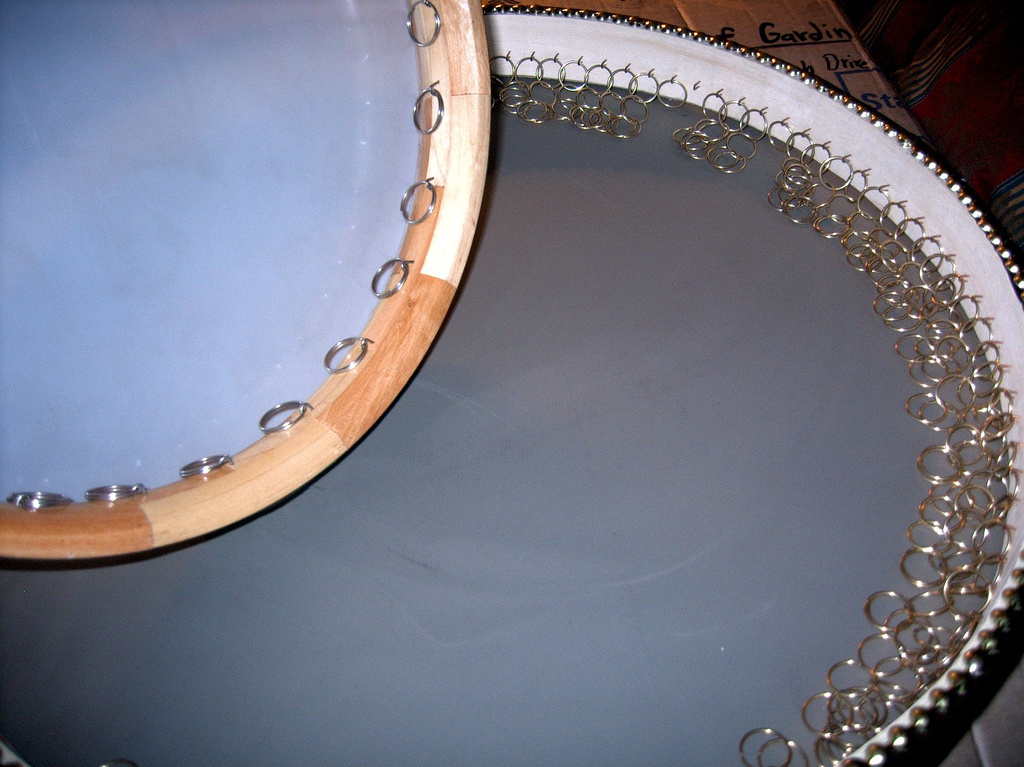
Doyre et daf (2e plan)

Le daf (persan: دَف daf), également appelé def, duff, deff, defi, defli ou dap, est un grand tambour sur cadre de la tradition persane utilisé (comme le zarb)  pour accompagner la musique iranienne. Il est également répandu (sans ses anneaux) au Moyen-Orient, notamment en Turquie, en Arménie et en Azerbaïdjan jusqu'à la Sibérie en passant par l'Asie centrale. Il est sans doute à l'origine du tar arabo-andalou répandu au Maghreb et qui a atteint l'Europe médiévale. Il survit encore au Portugal et en Espagne (ainsi qu'au Brésil et au Guatémala) sous le nom d'adufe, mais aussi de pandero ou pandeiro.
Le daf est aussi apparenté au riqq, (muni de cymbalettes), dont il ne diffère que par la taille et le type de sonnaille. Il ne faut ni le confondre avec le bendir, plus petit et plus profond, qui comporte un timbre de cordes de boyaux tendues contre la peau, ni avec le tar, équipé de cymbalettes, ni avec le doyre, plus petit, au cadre plus massif et au moindre nombre d'anneaux de plus grande taille.
Les termes « duff » ou « deff » désignent tout autant le daf dans certains pays asiatiques qu'une version arabo-andalouse du tambour adufe.

## Facture

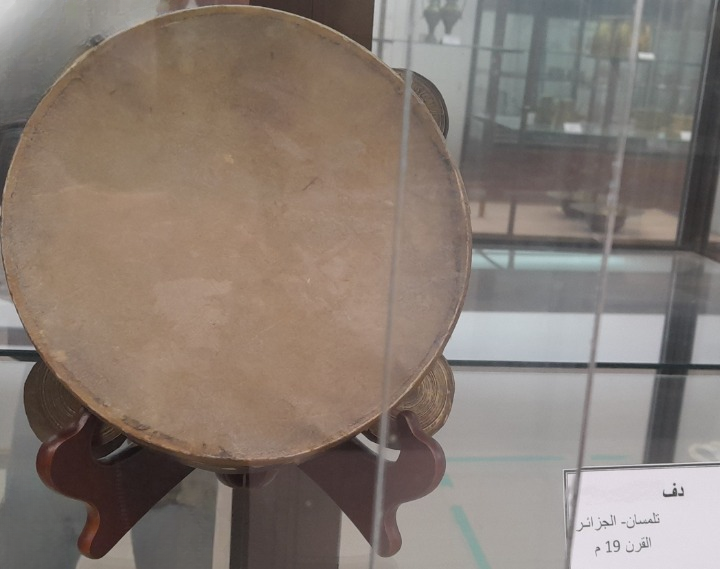
Daf d'Algérie, du XIXe siècle

Le daf est constitué d'un cadre en bois sur lequel est collée une peau animale, auquel s'ajoutent parfois des guirlandes d'anneaux de métal (ou des grelots) pour procurer des tintements. Il y a différentes tailles ; les percussions les plus grandes (60 à 80 cm de diamètre) sont jouées par des hommes dans des rituels spirituels et les percussions de taille moyenne (30 à 40 cm) peuvent être jouées par des femmes et sont souvent confondues avec le doyre.
Un daf se compose de six parties : 
- Un cadre en bois épais de 1 à 2 cm et  d'une largeur  comprise entre 5 à 7 cm.  Il a souvent un trou ou un creux pour le tenir ;
- Une peau de chèvre collée à ce cadre ;
- Des goupilles, positionnées derrière le cadre afin de garder la peau de chèvre bien tendue sur ce cadre ;
- Des anneaux en métal permettent de produire les tintements soit entre eux, soit en frappant la peau avec la main ;
- Des crochets sont positionnés afin de porter les anneaux dans la partie intérieure du cadre ;
- Une bande de cuir aide le musicien à le porter pendant les longues  performances.

Il peut y avoir des calligraphies sur la peau ou des tampons sur le cadre.

## Jeu
Il se joue soit assis soit debout. 

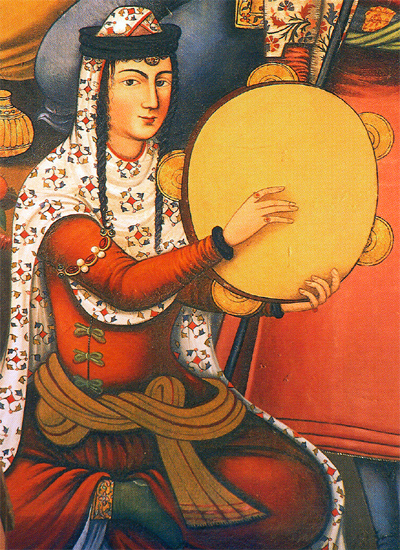
Persane jouant d'un tambour sur cadre ; peinture du Palais Chehel Soutoun à Ispahan, XVIIe siècle.

On tient le daf verticalement posé en équilibre sur la main gauche et on le frappe avec la main droite (à plat ou en pointe), les doigts de la main droite étant au bord le plus proche de soi, et les doigts de la main gauche, au bord où ils tiennent l'instrument. 
On peut ensuite faire jouer les anneaux en penchant en avant ou en arrière l'instrument, pour la claque contre la peau, et on peut aussi le faire sauter en l'air, en le maintenant ou non, pour le tintement des anneaux seuls. 
Le jeu est très complexe et assez physique. Il y a des rythmes spécifiques pour le daf.
En Iran et au Kurdistan, les soufis l'utilisent durant le rituel du dhikr (chant spirituel) et le culte kurde yarsan et Al-e Haqq. Il a récemment été inclus dans la musique classique persane, notamment par l'ensemble Kamkar.
Ailleurs, il se cantonne à la musique des confréries soufies arabes ou turques, au folklore indien et au chamanisme sibérien.

## Sources
- Daf (tambour mystique) par Madjid Khaladj - Anthologie des rythmes iraniens / Buda Musique - CD volume 2
- Jean During, Musique et mystique dans les traditions de l'Iran, Institut français de recherche en Iran, Paris, 1989.
- Grand Prize de Daf,Ahmad Yahyazadeh festival international de musique du monde Armenia (Diplôme de Rythme )